# Antonio Mastrogiovanni
Antonio Mastrogiovanni (* 26. Juli 1936 in Montevideo; † 1. Mai 2010) war ein uruguayischer Komponist und Musikpädagoge.
Nach dem Besuch des Conservatorio Santa Cecilia in Montevideo studierte Mastrogiovanni von 1963 bis 1972 am Conservatorio Nacional de Música der Universidad de la República, wo u. a. Héctor Tosar, Carlos Estrada, Hugo Balzo, Angel Turriziani, Lauro Ayestarán und Humberto De Martini zu seinen Lehrern zählte. Während zweier Jahre am Centro Latinoamericano de Altos Estudios Musicales in Buenos Aires arbeitete er mit Gerardo Gandini, Alberto Ginastera und Francisco Kröpfl zusammen.
Nach einem Kompositionsstudium am Conservatorio Nacional de Música de México 1973 studierte er ab 1974 Komposition bei Franco Donatoni am Conservatorio Giuseppe Verdi in Mailand und besuchte am Instituto de Fonología der RAI Kurse für elektroakustische Musik bei Angelo Paccagnini.
Er unterrichtete dann am Conservatorio Nacional de Música in Montevideo, war Assistent von Franco Donatoni bei dessen Kompositionskursen an der Accademia Chigiana und wirkte als Professor für Harmonielehre, Musikästhetik und -geschichte an der staatlichen Musikschule in Lara/Barquisimeto. An den Musikschulen Juan José Landaeta und Prudencio Esaá in Caracas unterrichtete er Kontrapunkt, Orchestration und Komposition. Schließlich war er Professor für Musikanalyse und Komposition an der Musikschule der Universidad de la República in Montevideo.
Mastrogiovanni komponierte sinfonische und kammermusikalische Werke, Schauspiel- und Vokalmusik und elektroakustische Werke, die sowohl in Uruguay als auch international aufgeführt wurden. 
| Personendaten    | Personendaten                             |
| ---------------- | ----------------------------------------- |
| NAME             | Mastrogiovanni, Antonio                   |
| KURZBESCHREIBUNG | uruguayischer Komponist und Musikpädagoge |
| GEBURTSDATUM     | 26. Juli 1936                             |
| GEBURTSORT       | Montevideo                                |
| STERBEDATUM      | 1. Mai 2010                               |